# Me Sinto Bem Com Você
Me Sinto Bem Com Você é um filme brasileiro de romance, drama e comédia escrito e dirigido por Matheus Souza. É estrelado por Manu Gavassi, Richard Abelha, Matheus Souza, Victor Lamoglia, Thati Lopes e Faustão.

## Premissa
Um casal de ex-namorados troca mensagens pela primeira vez desde o término (Manu Gavassi e Matheus Souza).
Um casal que não se aguenta mais, como vai lidar com a obrigação de convivência 24 horas por dia? (Thati Lopes e Victor Lamoglia).
Duas jovens que acabam de se apaixonar vivem o medo da relação esfriar pela distância. (Gabz e Clarissa Müller).
Irmãs que se afastaram na pré-pandemia tentam retomar a amizade e redescobrir a importância da família (Thuany Parente e Bel Moreira).
E um relacionamento sem rótulos, baseado apenas em aspectos físicos, pode sobreviver a ausência do toque? (Amanda Benevides e Richard Abelha).

## Elenco
| Ator/Atriz          | Personagem             |
| ------------------- | ---------------------- |
| Manu Gavassi        | Adriana                |
| Matheus Souza       | Tom                    |
| Victor Lamoglia     | Fernando               |
| Thati Lopes         | Dora                   |
| Richard Abelha      | Eduardo                |
| Amanda Benevides    | Helena                 |
| Thuany Parente      | Vanessa                |
| Bel Moreira         | Lívia                  |
| Clarissa Müller     | Priscilla              |
| Gabz                | Giovanna               |
| Walkiria Ribeiro    | Sonia (mãe de Eduardo) |
| Flavia Barros       | Rafaela                |
| Aya Matsuaki        | Yasmin                 |
| Giulia Song         | Stella                 |
| Priscilla Rozenbaum | Joana (mãe de Tom)     |

## Produção
O filme foi gravado em apenas um mês durante à pandemia de COVID-19 e cumprindo todos os protocolos de segurança. O objetivo da trama é relatar como se deram alguns relacionamentos durante o período da pandemia, através de ligações e videochamadas feitas por amigos. Foi idealizado, escrito e dirigido por Matheus Souza. Ele também conta com os produtores Gustavo Baldoni e Mário Peixoto. A gravação do filme ocorreu em Portugal.

## Disponibilidade
O filme está disponível exclusivamente na plataforma de streaming Prime Video, desde 20 de maio de 2021.

## Prêmios e indicações
| Ano  | Prêmio                  | Categoria                | Indicado(a)           | Resultado | Ref.  |
| ---- | ----------------------- | ------------------------ | --------------------- | --------- | ----- |
| 2021 | Prêmio Jovem Brasileiro | Melhor Atriz             | Manu Gavassi          | Indicada  | [ 5 ] |
| 2021 | Prêmio Notícias de TV   | Melhor Atriz             | Manu Gavassi          | Venceu    | [ 6 ] |
| 2021 | Prêmio Notícias de TV   | Melhor Filme (Streaming) | Me Sinto Bem Com Você | Indicado  | [ 6 ] |
| 2021 | Prêmio Notícias de TV   | Melhor Atriz Cômica      | Thati Lopes           | Indicada  | [ 6 ] |
| 2021 | Prêmio Notícias de TV   | Melhor Atriz Revelação   | Clarissa Müller       | Indicada  | [ 6 ] |
| 2021 | Prêmio Notícias de TV   | Melhor Atriz Revelação   | Thuany Parente        | Indicada  | [ 6 ] |